# Иноуэ, Юити
Юити Иноуэ (яп. 井上 有一; * 14 февраля 1916 г. Токио; † 15 июня 1985 г. Токио) — японский художник и каллиграф.

## Жизнь и творчество
Юити Иноуэ принадлежит к числу крупнейших японских художников-абстракционистов. В каллиграфии придерживался не традиционного, а авангардного стиля письма. Представители этого авангардистского и абстрактного направления ушли от передачи привычного литературного содержания и вместо этого разрабатывали знаки и символы как отдельную форму искусства. Это направление в японской каллиграфии ещё в XIX столетии было знакомо западному искусству, а после окончания Второй мировой войны стало одним из течений в современном абстрактном экспрессионизме.
Юити Иноуэ работает в период с 1935 и по 1976 год учителем в народной школе. В 1942—1950 годы изучает искусство каллиграфии в мастерской Сокю Уэда (1899—1986). В 1951 году проходит выставка его каллиграфических работ в Токио. В 1952 он с группой художников-единомышленников основывает общество Бокудзин-кай (Союз каллиграфистов). Участник выставки современного искусства documenta 2 в 1959 году в Касселе, а также 4-го биеннале в Сан-Паулу в 1957 году, участник многочисленных международных выставок и презентаций. Скончался в возрасте 69 лет вследствие заболевания гепатитом.

## Выставки (избранное)
- 1954 — Современная японская каллиграфия, Музей современного искусства, Нью-Йорк.
- 1955 — Группа Бокудзин-кай, галерея Колетт Алленди, Париж; галерея Аполлон, Брюссель.
- 1955—56 — Абстрактное искусство — Япония и США, Национальный музей современного искусства, Токио. Затем в рамках передвижной выставки L’encre de chine dans la calligraphie et l’art japonais contemporains также Амстердам, Базель, Париж, Гамбург и Рим.
- 1957 — 4. биеннале в Сан-Паулу
- 1958 — %0 лет современного искусства (50 ans d’art moderne), Дворец изящных искусств, Брюссель.
- 1959 — documenta 2, Кассель.
- 1961 — 6. биеннале в Сан-Паулу / Карнеги Интернациональ, Питтсбург / Бити Иноуэ, галерея Цвирнер, Кёльн.
- 1963 — Шрифт и картина, музей Стеделийк, Амстердам / Кунстхалле, Баден-Баден.
- 1965 — Иноуэ Юити галерея Цвирнер, Кёльн / музей фон дер Хойдт, Вупперталь.
- 1969 — Современное мировое искусство, Национальный музей современного искусства, Токио.
- 1987 — YU-ICHI — Hundert Blumen (Ю-Ити — сто цветов, галерея Парко, Токио.
- 1989 — YU-ICHI — работы 1955—1985, передвижная выставка по шести музеям Японии.
- 1992 — Благородство бедности, Музей Азабу, Токио (Azabu Museum, Tokio).
- 1993 — JAPAN ART, Frankfurt: YU-ICHI, Arbeiten auf Papier (Работы на бумаге), Франкфурт-на-Майне
- 1994—1995 — Японское искусство после 1945 года. Модернизм и трансакция, Художественный музей, Иокогама, музей Гуггенхейм-Сохо, Нью-Йорк / Музей современного искусства, Сан-Франциско.
- 1995 — YU-ICHI, Кунстхалле, Базель.
- 1995—1996 — YU-ICHI проект: Серия иероглифов HIN галерея Тяньцзинь Реовин, Тяньцзинь / кунстхалле Ширм, Франкфурт-на-Майне / галерея «Кармелитен-клостер», Франкфурт-на-Майне.
- 1996—1997 — YU-ICHI, Работы на бумаге, Японская арт-галерея Фридриха Мюллера, Франкфурт-на-Майне.
- 2003 — «Невыразимо прекрасно.» Мистические парадоксы в искусства ХХ столетия, Кунстхалле, Эрфурт.

## Дополнения
- http://alephino.documentaarchiv.de/alipac/EIMRDLLSUNYJKDYNRIIJ-00019/sysfull?BASE=B-ART&IDN=000008457 -Документа-2 о Юити Иноуэ